# Romanowo (Kamiennik Wielki)
Romanowo – nieoficjalna nazwa części wsi Kamiennik Wielki w Polsce położona w województwie warmińsko-mazurskim, w powiecie elbląskim, w gminie Milejewo na Wysoczyźnie Elbląskiej.
W latach 1975–1998 miejscowość administracyjnie należała do województwa elbląskiego.